# Medang Ara (Karang Baru)
Medang Ara is een bestuurslaag in het regentschap Aceh Tamiang van de provincie Atjeh, Indonesië. Medang Ara telt 1510 inwoners (volkstelling 2010).